# 桜本富雄
桜本(櫻本) 富雄（さくらもと、とみお、1933年9月28日 -　）は、日本の詩人・評論家。
長野県小諸市生まれ。1952年東京都立上野高等学校卒業、1957年日本大学法学部法律学科卒業。「かつしか幼稚園」を姉弟で経営し、1972年から92年まで理事長。93年から99年まで東京学芸大学非常勤講師。1979年から個人通信誌『空席通信』を発行、戦時中の文学者の動向などを研究・調査してきた。2020年9月『空席通信』休載。「空席通信・余話」のSeesaaブログのみ継続。

## 著書
- 『詩人と戦争』小林印刷株式会社出版部 1978
- 『詩人と責任』同
- 『少国民は忘れない 「空席通信」より』マルジュ社 1982
- 『日の丸は見ていた 「空席通信」より』マルジュ社 1982
- 『空白と責任 戦時下の詩人たち』未来社 1983
- 『玉砕と国葬 1943年5月の思想』開窓社 1984
- 『戦争はラジオにのって 1941年12月8日の思想』マルジュ社 1985
- 『シンガポールは陥落せり 大本営発表』青木書店 1986
- 『燃える大空の果てに 少年航空兵の精神』日本図書センター 1986
- 『満蒙開拓青少年義勇軍』青木書店 1987
- 『夜明けに啼くカラス』新評論 1991
- 『大東亜戦争と日本映画 立見の戦中映画論』青木書店 1993
- 『文化人たちの大東亜戦争 PK部隊が行く』青木書店 1993
- 『探書遍歴 封印された戦時下文学の発掘』新評論 1994
- 『日本文学報国会 大東亜戦争下の文学者たち』青木書店 1995
- 『本が弾丸だったころ 戦時下の出版事情』青木書店 1996
- 『戦時下の古本探訪 こんな本があった』インパクト出版会 1997
- 『ぼくは皇国少年だった 古本から歴史の偽造を読む』インパクト出版会 1999
- 『戦争とマンガ』創土社 2000
- 『歌と戦争 みんなが軍歌をうたっていた』アテネ書房 2005
- 『許されないもの』幻冬舎 2022
- 『夏が来ても折られた向日葵は』鳥影社 2022
- 『貞子と真一と昭和17年の春のこと』同

### 共著
- 『つばめの教室 あの戦争下の少年少女詩集』桑島玄二共編著 理論社ノンフィクション・シリーズ 1978
- 『紙芝居と戦争 銃後の子どもたち』今野敏彦共著 マルジュ社 1985
- MBS『少国民の告発。文化人と戦争』ディレクター加登英成。

## 注
1. ↑  『現代日本人名録』2002年